# Naturschutzgebiet Brandiger Berg

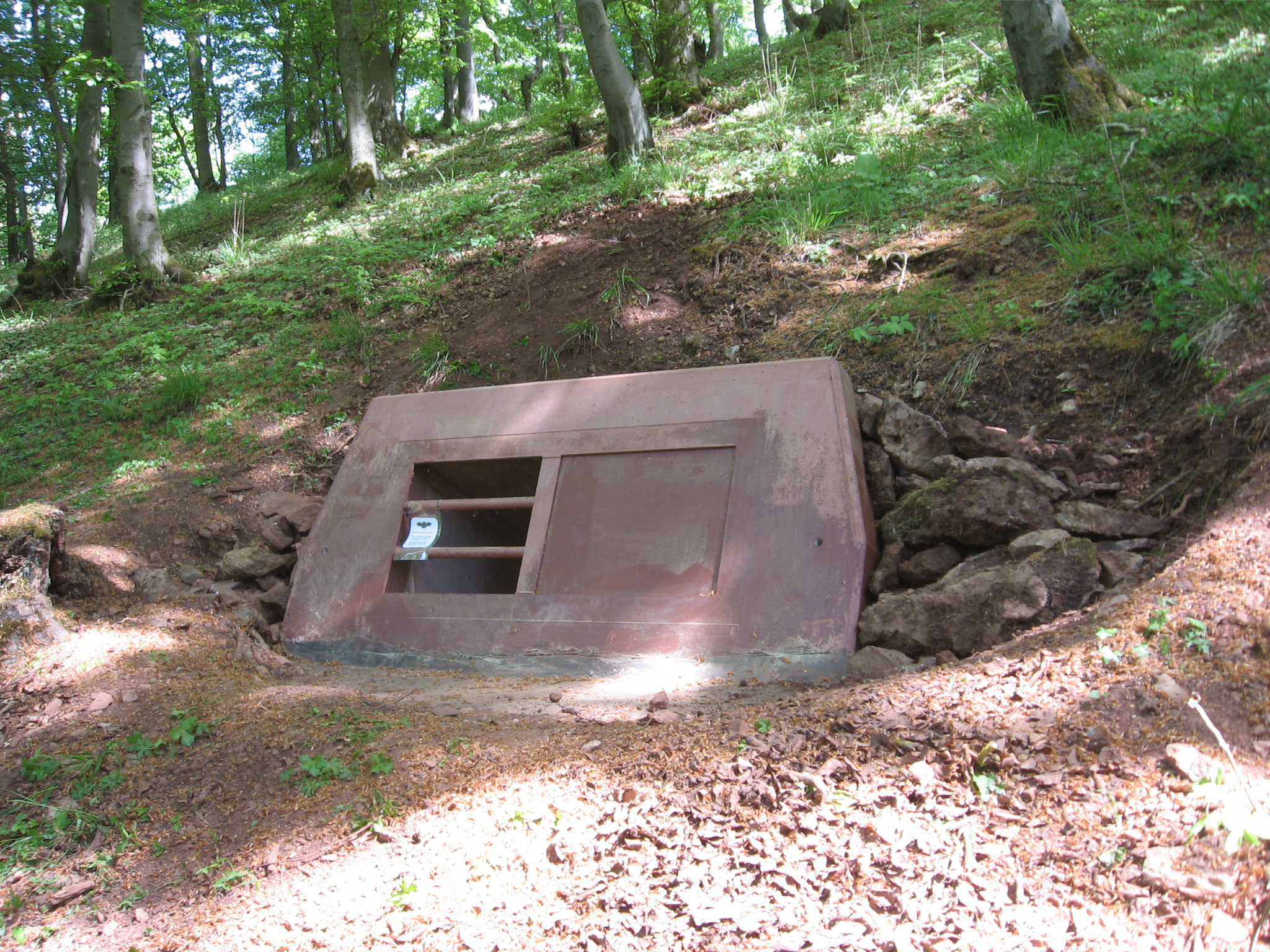
Von der Biologischen Station Hochsauerlandkreis gebaute Stollensicherung im Naturschutzgebiet Brandiger Berg.

Das Naturschutzgebiet Brandiger Berg mit einer Größe von 39,1 ha liegt westlich von Beringhausen im Stadtgebiet von Marsberg im Hochsauerlandkreis. Das Gebiet wurde 2001 mit dem Landschaftsplan Hoppecketal durch den Hochsauerlandkreis als Naturschutzgebiet (NSG) ausgewiesen. Das NSG stellt eine Teilfläche des Fauna-Flora-Habitat-Gebietes (FFH) Gewässersystem Diemel und Hoppecke (Natura 2000-Nr. DE-4617-302) im Europäischen Schutzgebietssystem nach Natura 2000 mit 588 ha Größe dar. Westlich und südlich grenzt das Naturschutzgebiet Unteres Hoppecketal und östlich grenzt direkt das Landschaftsschutzgebiet Enkenberg an. Das NSG gehört seit 2023 zum Vogelschutzgebiet Diemel- und Hoppecketal mit angrenzenden Wäldern.

## Gebietsbeschreibung
Beim NSG handelt es sich um einen Waldbereich und Grünland an der Südwestflanke des Enkenberges. Der Wald besteht aus Rotbuchenwald mit Rotfichtenbereichen, örtlich sind vermehrt Esche, seltener auch Hainbuche und Traubeneiche beigemengt. Die Hälfte der Waldbereiche weisen Merkmale ehemaliger Niederwaldnutzung auf. In diesen Niederwäldern ist nutzungsbedingt die Hainbuche beigemischt. Altbäume und wertvolles Totholz fehlen weitestgehend. Hervorzuheben ist einzig ein kleinflächiger Altholzbestand am Nordwestrand des NSG mit sehr gutem Erhaltungszustand. Die zumeist artenreiche Krautschicht der Buchenwälder variiert in Abhängigkeit von Exposition, Hangneigung und Ausgangsgestein. Überwiegend kommen Waldmeister-Buchenwälder, teilweise auch Hainsimsen- und Waldgerste-Buchenwälder vor. Im Westen sind im Wald mehrere, bis etwa 20 m lange und bis zu 8 m hohe Felsen und Felsnasen mit felstypischem Moos- und Farnbewuchs vorhanden. Hier liegen auch zwei kleine Quellrinnen. Neben natürlichen Felsbereichen gibt es mehrere kleinere ehemalige Steinbrüche. Ein Steinbruch weist ein großes, praktisch vegetationsloses Abgrabungsgewässer auf. Im Nordosten westlich und südlich von der Enkenbergkuppe bzw. bis zur Bergkuppe wurde ein strukturierter Grünlandkomplex ins Schutzgebiet einbezogen. Örtlich kommt auch artenreiches Magergrünland vor. Im Grünland gibt es Heckenbereiche, Einzelbäumen, Baumgruppen, Feldgehölze und Einzelbüsche. Das Grünland wird teils intensiv, teils extensiv genutzt. Fettweiden und -wiesen dominieren, eingelagert sind Glatthaferwiesen sowie teils sehr artenreiche Magerweiden.

## Pflanzen- und Tierarten im NSG
Das Landesamt für Natur, Umwelt und Verbraucherschutz Nordrhein-Westfalen dokumentierte im Schutzgebiet Pflanzenarten wie Acker-Hornkraut, Acker-Witwenblume, Breitblättriger Thymian, Braunstieliger Streifenfarn, Bärlauch, Christophskraut, Echtes Johanniskraut, Echtes Labkraut, Echtes Lungenkraut, Einblütiges Perlgras, Finger-Segge, Flaumhafer, Frühlings-Platterbse, Färber-Ginster, Gamander-Ehrenpreis, Gegenblättriges Milzkraut, Gemeines Zittergras, Gelbes Sonnenröschen, Gewöhnliches Ferkelkraut, Heidelbeere, Kleine Bibernelle, Kleiner Wiesenknopf, Kleines Habichtskraut, Körner-Steinbrech, Leberblümchen, Magerwiesen-Margerite, Mauerraute, Nesselblättrige Glockenblume, Nestwurz, Rot-Schwingel, Seidelbast, Skabiosen-Flockenblume, Wald-Veilchen, Waldmeister, Weiches Kammmoos, Weißes Waldvöglein, Wiesen-Schlüsselblume, Zaun-Wicke und Zwiebel-Zahnwurz.
Als Brutvögel kommen Arten wie Goldammer und Neuntöter vor.

## Besondere Schutzmaßnahmen
Im NSG kaufte die Nordrhein-Westfalen-Stiftung Naturschutz, Heimat- und Kulturpflege 1990 im Landschaftsschutzgebiet Enkenberg, direkt ans NSG angrenzend,  Grünland an. Dieses Grünland wird vom Verein für Natur- und Vogelschutz im Hochsauerlandkreis (VNV) betreut und mit vereinseigenem Roten Höhenvieh beweidet.
2016 wurde der Eingang eines Fledermausquartiers durch den Landschaftspflegetrupp der Biologischen Station HSK ist tagelanger aufwendiger Arbeit gesichert.
2017 kaufte der VNV eine Buchenwaldfläche mit 1,01 ha Flächengröße an, die anschließend aus der forstlichen Nutzung genommen wurde.

## Schutzzweck
Das NSG soll den dortigen Wald und Grünland mit Arteninventar schützen. Wie bei allen Naturschutzgebieten in Deutschland wurde in der Schutzausweisung darauf hingewiesen, dass das Gebiet „wegen der Seltenheit, besonderen Eigenart und Schönheit des Gebietes“ zum Naturschutzgebiet wurde.

## Wert des Schutzgebietes
Das Biotopkataster Nordrhein-Westfalen vom Landesamt für Natur, Umwelt und Verbraucherschutz Nordrhein-Westfalen führt zum Wert aus: „Mit seinem hohen Anteil an naturnahen Buchenwäldern stellt das Gebiet einen repräsentativen Ausschnitt für heimische Buchenwald-Ökosysteme dar. Daneben sind vor allem trocken-warme Buchenwälder als von Natur seltene Waldgesellschaften besonders wertvoll. Natürliche Felsbiotope sowie ein strukturierter Grünlandbereich mit u.a. artenreicher Magerweide erhöhen den Wert des Gebietes. Das NSG Brandiger Berg mit angrenzenden Flächen ist als Teil des FFH-Gebietes "Gewässersystem Diemel und Hoppecke" von internationaler Bedeutung. Er ist unverzichtbarer Bestandteil des Biotopverbundsytems von naturnahen Wäldern und Felslebensräumen in diesem FFH-Gebiet.“